# Saludo pascual

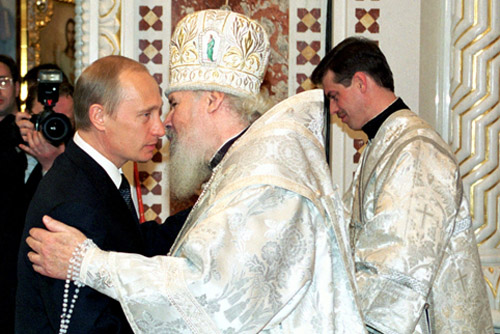
El Patriarca de Moscú, Alexei II, saludando a Vladímir Putin.

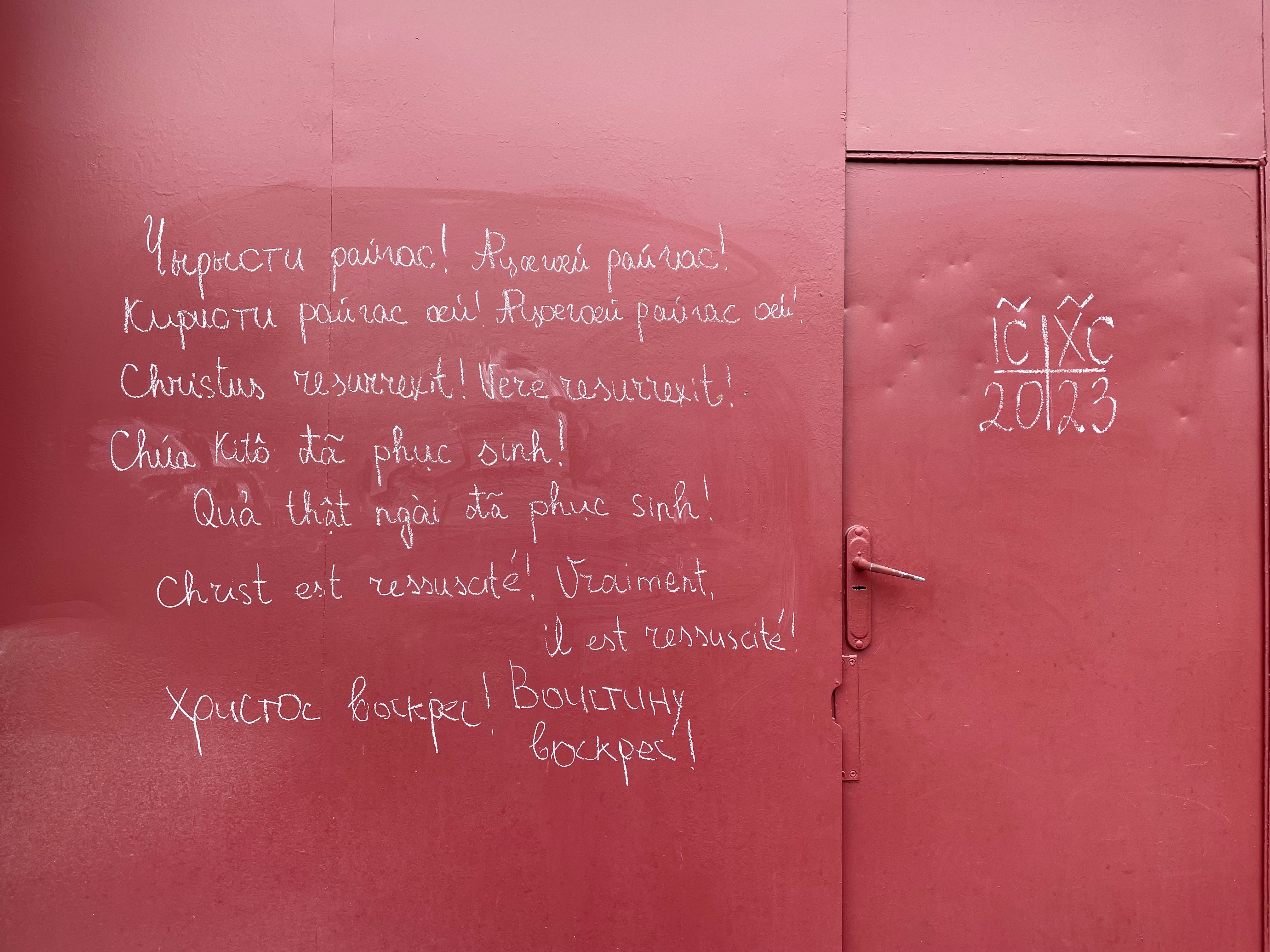
La inscripción "Cristo resucitó" está en varios idiomas (de arriba abajo): osetio (dialectos irónico y digoriano), latín, vietnamita, francés y ruso. Vladikavkaz, Osetia Del Norte, Rusia

El saludo pascual entre los cristianos ortodoxos consiste en la fórmula ¡Cristo ha resucitado! para saludar y ¡Verdaderamente, ha resucitado! para la respuesta. Se utiliza en los servicios litúrgicos  (y en algunas ocasiones informales) durante el periodo que va desde la Pascua hasta la ascensión.
En la práctica se usa por lo general con aquellas personas de fe ortodoxa o católica oriental. En algunos países como Rusia es costumbre intercambiar un beso triple después del saludo.